# オーストリア・ギャラリー

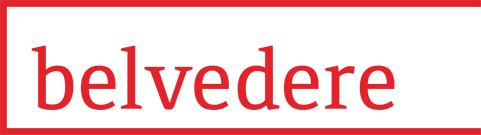
ロゴマーク

オーストリア・ギャラリーあるいはオーストリア絵画館（オーストリアかいがかん、ドイツ語: Österreichische Galerie Belvedere）は、オーストリア・ウィーンのベルヴェデーレ宮殿内にある美術館。

## 収蔵品
この美術館のコレクションは世紀末芸術からユーゲント・シュティールのオーストリアの画家の作品を中心としているが、中世・バロックから21世紀までの作品も含まれる。特に知られるのはグスタフ・クリムトとエゴン・シーレのコレクションである。

### ギャラリー
美術館所蔵作品より。

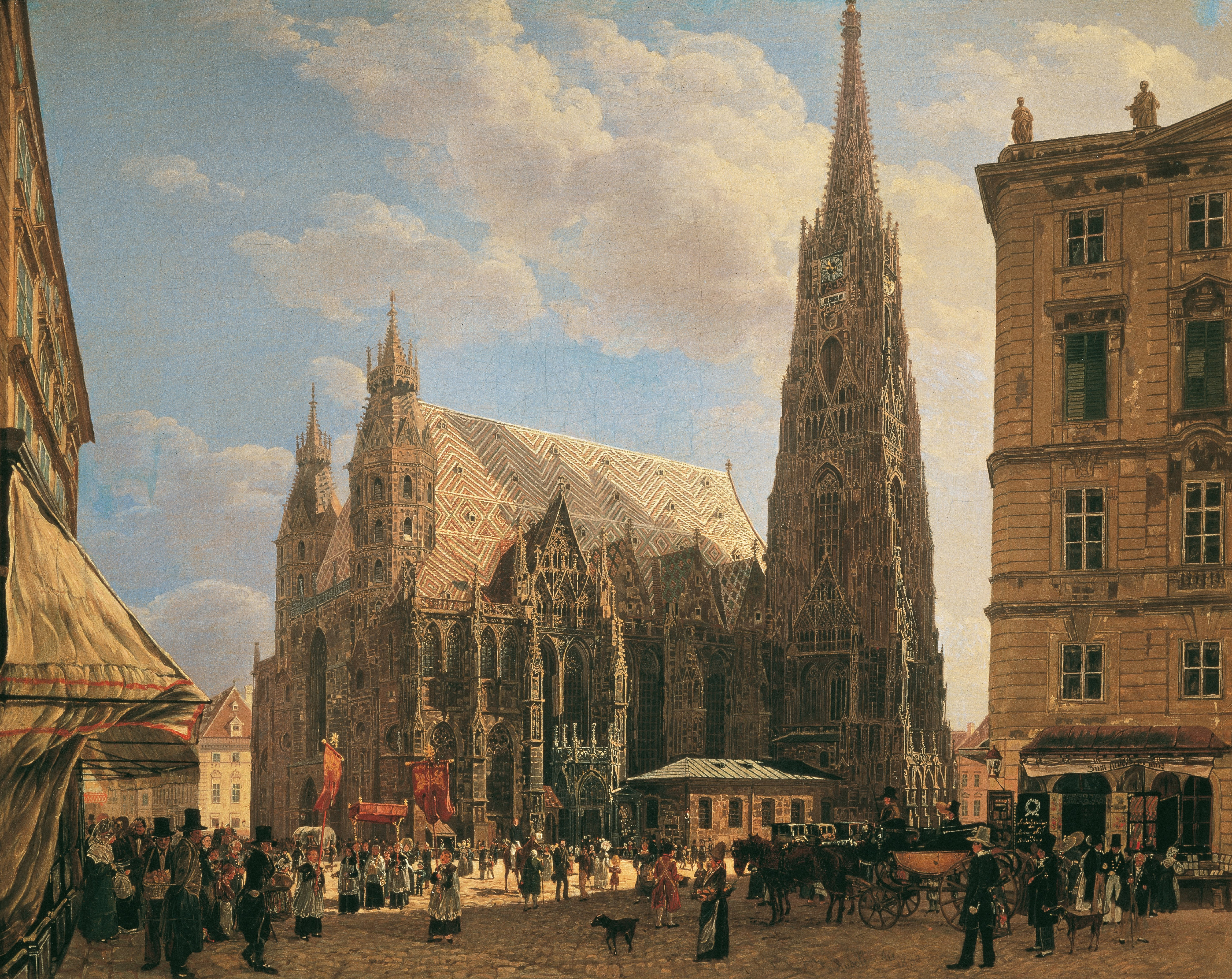
ルドルフ・フォン・アルト: "View of Stephansdom, from the Stock-im-Eisen" (1832年)
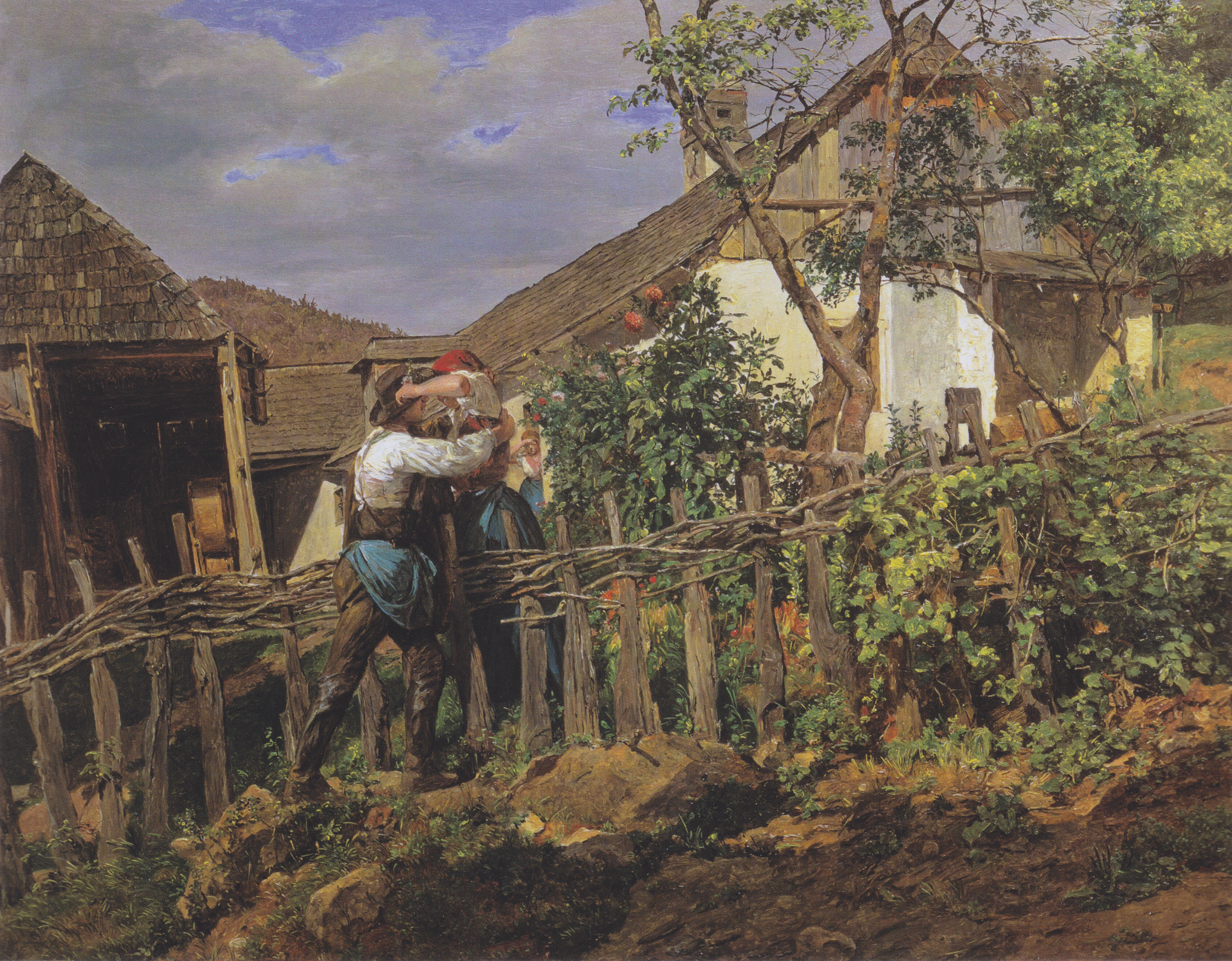
フェルディナント・ゲオルク・ヴァルトミュラー: 『隣人』（1859年）
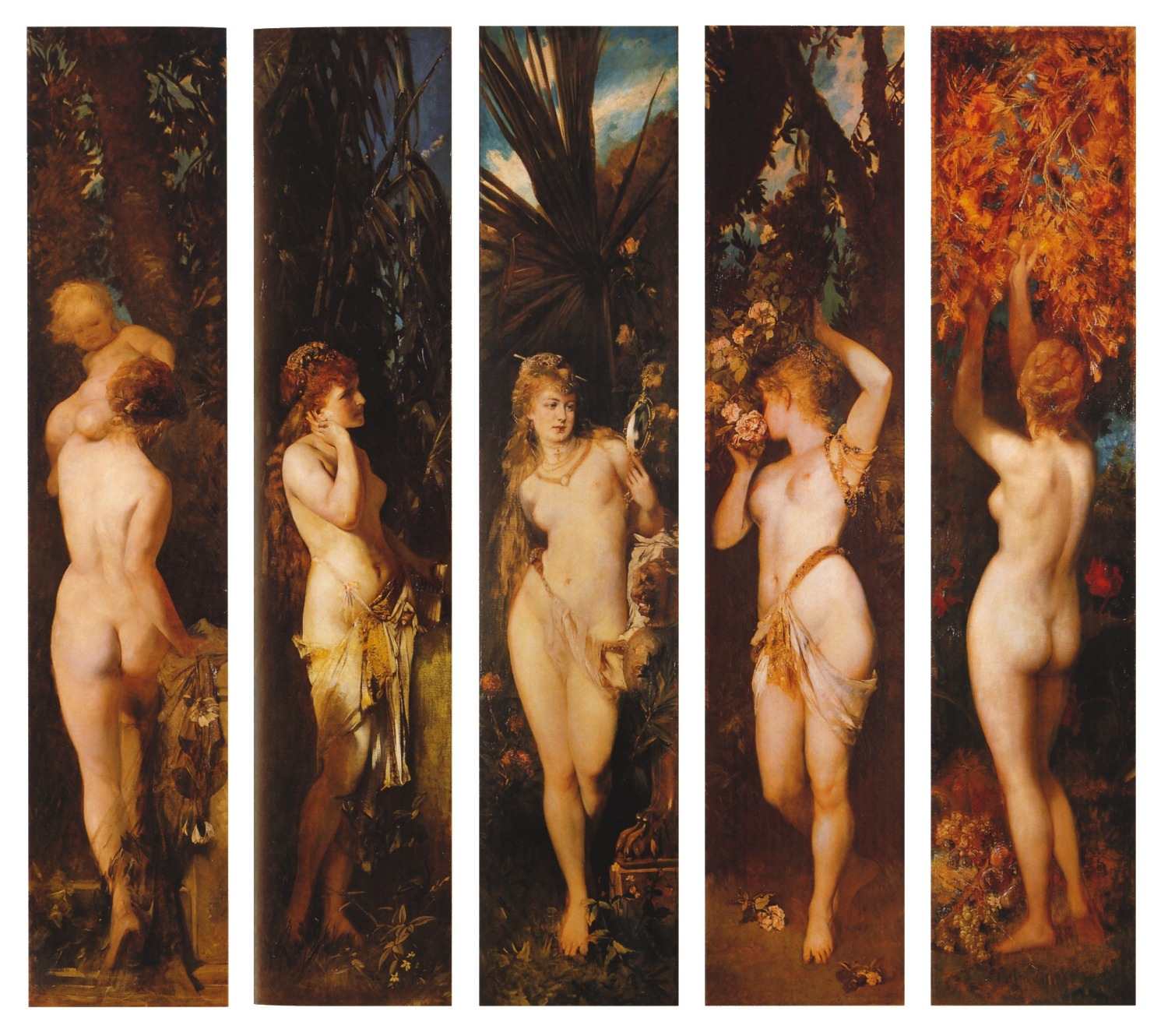
ハンス・マカルト: 『五感（フランス語版）』（Die fünf Sinne）
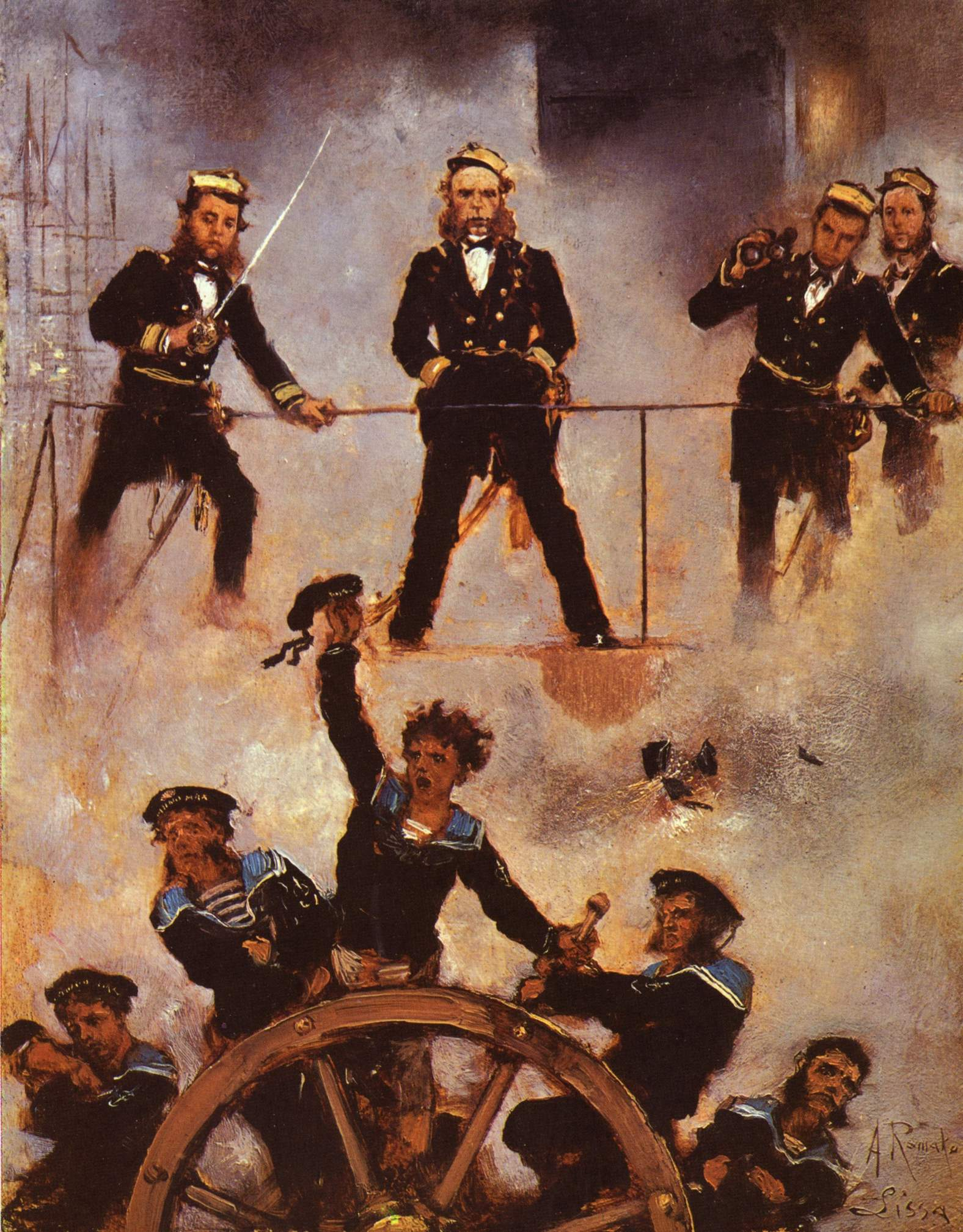
アントン・ロマコ: 『リッサ海戦のテゲトフ提督』（1878-1880年）
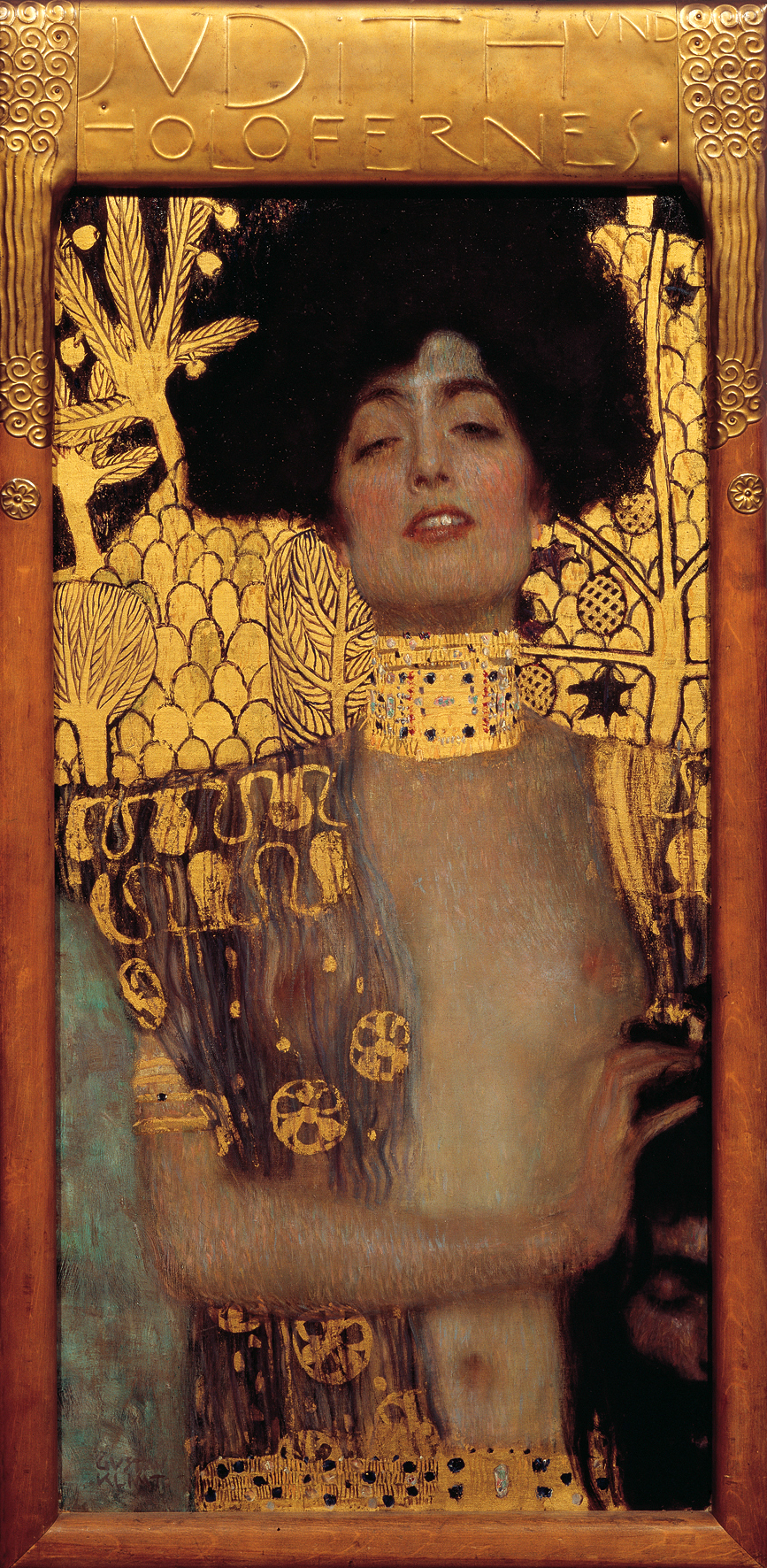
グスタフ・クリムト: 『ユディトI（英語版）』 (1901年)
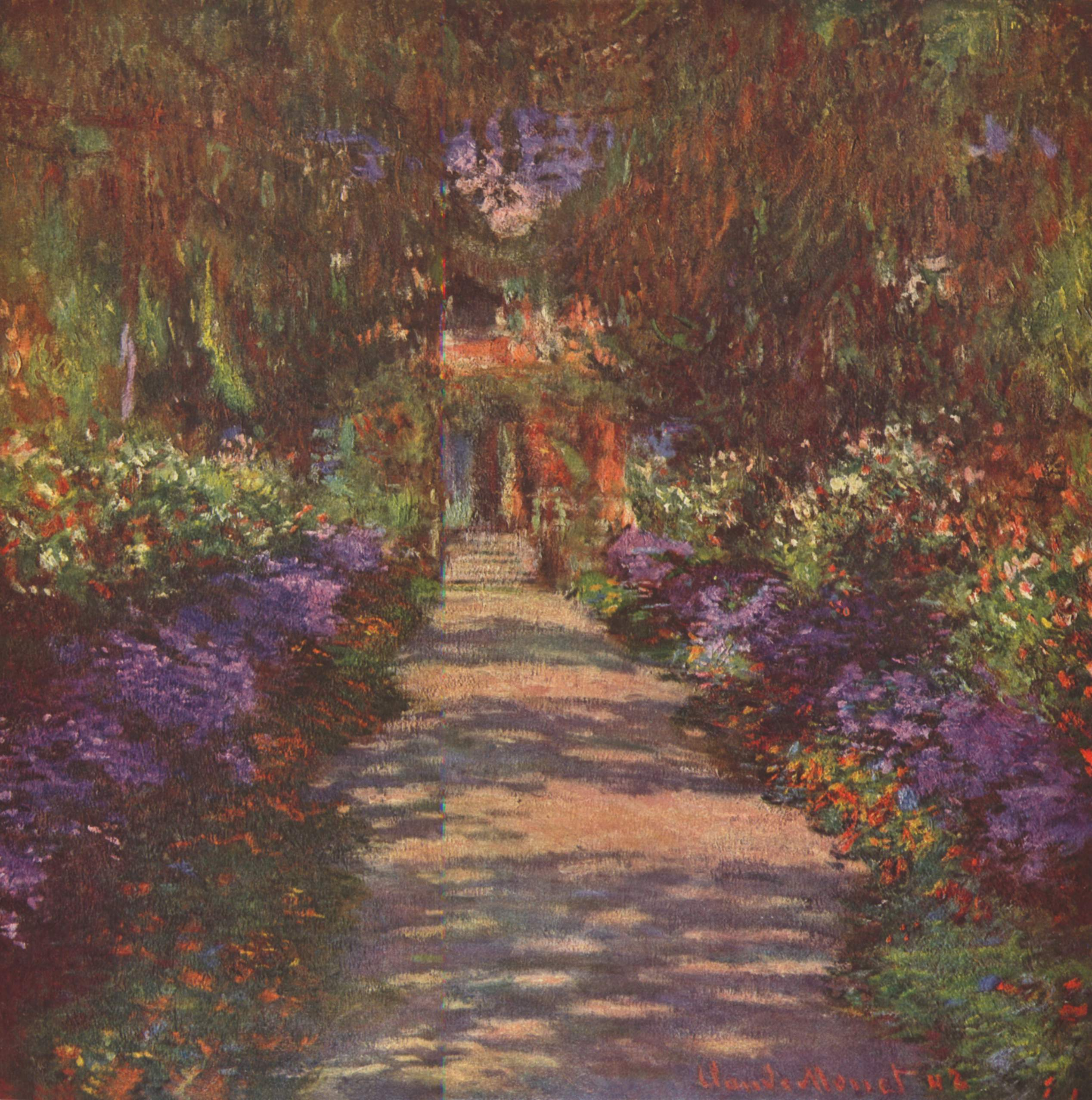
クロード・モネ: "Gartenweg" (1902年)
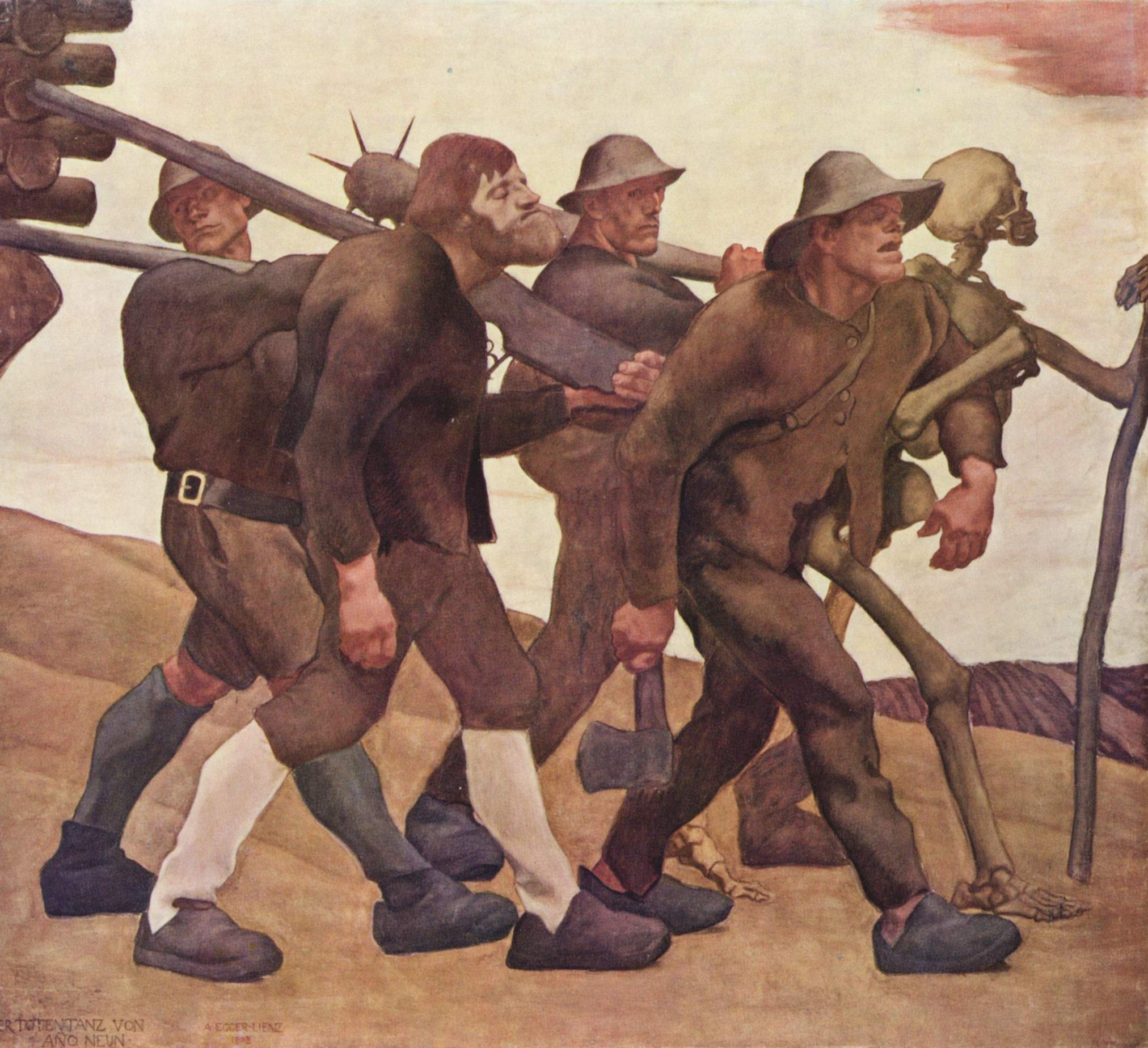
アルビン・エッガー＝リエンツ（英語版）: "Der Totentanz von Anno Neun" (1906-1908年)
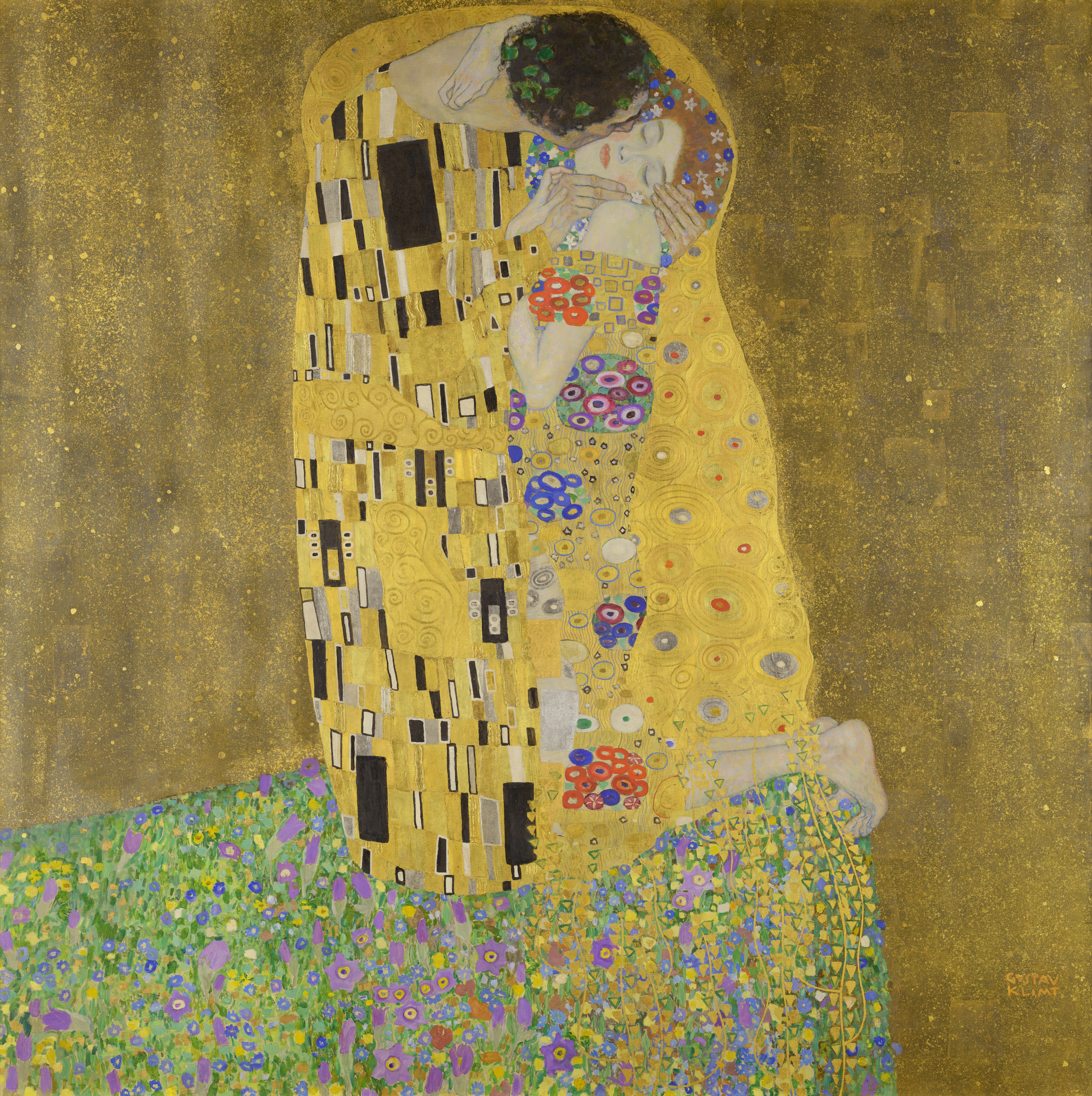
グスタフ・クリムト: 『接吻』 (1907-1908年)
エゴン・シーレ: 『首を傾げた自画像』(1912年)
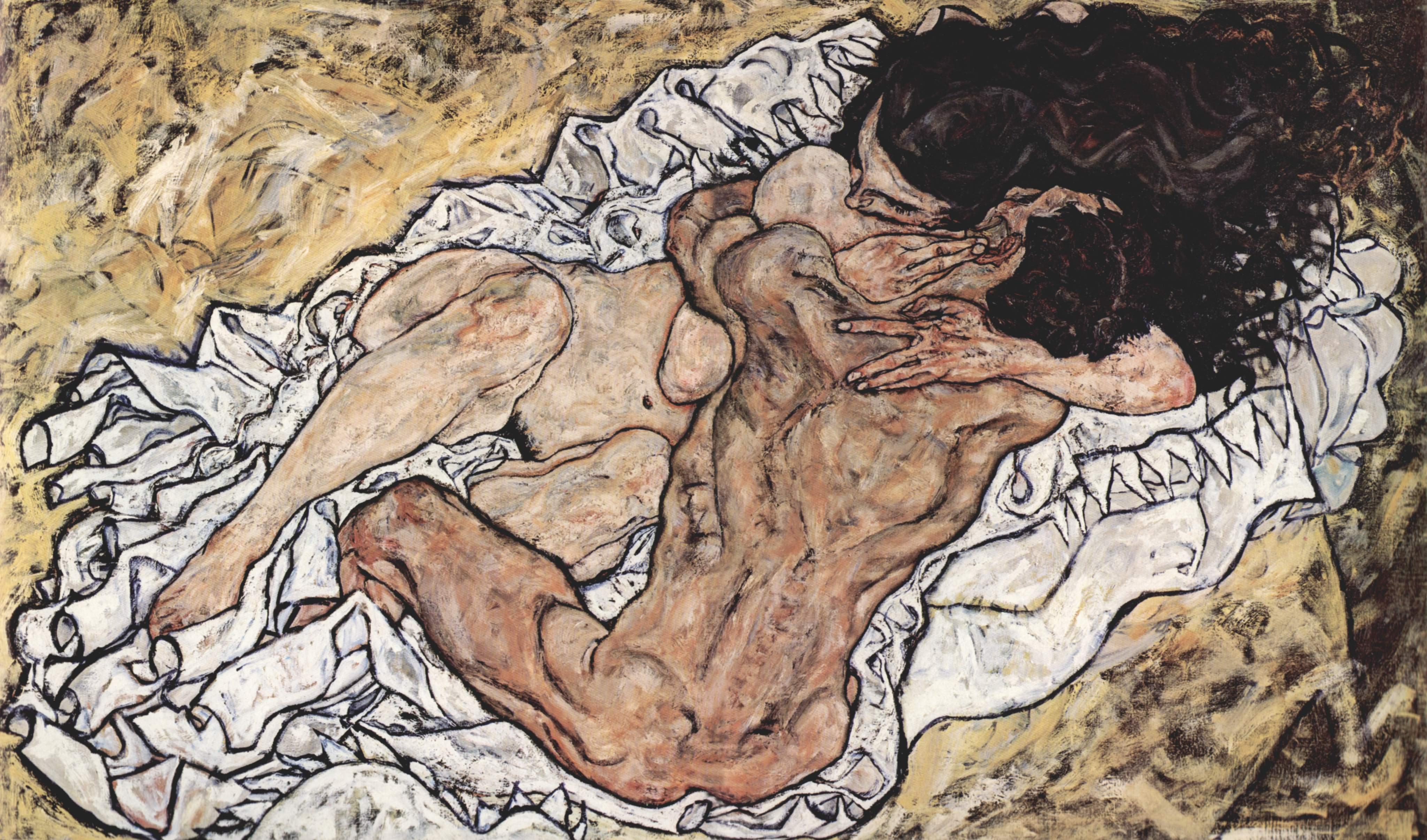
エゴン・シーレ: 『抱擁』(1917年)